# 도쿄도 제20구
도쿄도 제20구(東京都 第20区)는 중의원 선거구이다. 1994년 공직선거법으로 신설되었다.

## 지역
- 히가시무라야마시
- 히가시야마토시
- 기요세시
- 히가시쿠루메시
- 무사시무라야마시